# Dzwonnica przy bazylice Narodzenia Najświętszej Maryi Panny w Chełmie
Dzwonnica przy bazylice Narodzenia Najświętszej Maryi Panny – czterokondygnacyjny budynek wzniesiony przed 1878 r., wchodzący w skład zespołu katedralnego na Górze Zamkowej w Chełmie. Znajduje się ona po północno-zachodniej stronie katedry, obok Wysokiej Górki i mierzy ok. 40 m wysokości.
Zbudowano ją dla upamiętnienia zwycięstwa prawosławia po kasacie unii. Przeprowadzone wówczas przekształcenia architektoniczne miały nadać zespołowi budynków charakter bizantyjsko-prawosławny. Początkowo zaplanowana na rzucie krzyża greckiego. Pod koniec lat 30. XX wieku przebudowana, nadano jej wówczas kwadratowy kształt podstawy. W 1939 r. podwyższono ją o jedną kondygnację (według projektu Antoniego Forkiewicza). Zwieńczona hełmem latarniowym, na którego szczycie znajduje się berło z krzyżem. Zwieńczenie wzorowane było hełmami wież katedry.

## Dzwony
Na dzwonnicy wiszą 3 dzwony. Zostały one wykonane w pracowni przemyskiej ludwisarzy Felczyńskich.
Dzwon Maria – dzwon ważący 2155 kg, ufundowany w 1938 r., posiada płaskorzeźbę z repliką obrazu Najświętszej Maryi Panny Chełmskiej bez korony. Znajdował się też na nim patriotyczny napis, który skuli podczas okupacji ukraińscy nacjonaliści. Koszt dzwonu wynosił ok. 12000 zł, co wówczas było równowartością 12 ha ziemi.
Dzwon Stanisław – dzwon ważący 3000 kg, ufundowany w 1946 r., poświęcony przez bp. Stefana Wyszyńskiego. Ozdobiony inskrypcją (Poległym za wiarę i Polskę, bohaterom – męczennikom ziemi chełmskiej) i ryngrafem z wizerunkiem św. Stanisława oraz widokiem fasady Mauzoleum.
Dzwon Julian – dzwon ważący 1200 kg, ufundowany w 1946 r., poświęcony przez bp. Stefana Wyszyńskiego. Upamiętnia on pierwszego proboszcza parafii katolickiej, ks. J. Jakubiaka. Ozdobiony jest popiersiem proboszcza oraz wizerunkiem Matki Boskiej Chełmskiej (w koronie).

## Mauzoleum Ofiar Terroru Hitlerowskiego i Stalinowskiego
W 1945 r. na parterze powstało Mauzoleum Ofiar Terroru Hitlerowskiego i Stalinowskiego. Dokonano również przebudowy, w wyniku której od frontu powstał arkadowy prześwit zabezpieczony kratą, przed którą ustawiono znicz, o podstawie krzyża maltańskiego wykonanego z kamienia, z napisem: Za Ojczyznę i Naród. Wewnątrz znajduje się konfesja oparta na 4 kolumnach toskańskich. Pod nią na cokole ustawiono urnę z prochami ofiar z miejsc straceń. Umieszczone są także tablice z czarnego marmuru z nazwiskami pomordowanych i miejscem ich kaźni. Przed Mauzoleum znajduje się metalowy krzyż poświęcony ks. Jerzemu Popiełuszce (wcześniej był krzyż drewniany, został on jednak zniszczony).